# Poligon dual
În geometrie poligoanele sunt asociate în perechi numite duale, în care vârfurile unuia corespund laturilor celuilalt.

## Proprietăți

Construcția Dorman Luke, care arată corespondența între laturile unei fețe rombice cu dualul său, dreptunghiul generat de figura vârfului

Poligoanele regulate sunt autoduale.
Dualul unui poligon izogonal (tranzitiv pe vârfuri) este un poligon izotoxal (tranzitiv pe laturi). De exemplu, un dreptunghi (izogonal) și un romb (izotoxal) sunt duale.
Într-un poligon înscriptibil laturile mai lungi corespund unghiurilor exterioare mai mari la dual (un poligon circumscriptibil), iar laturile mai scurte la unghiuri mai mici. În plus, laturile congruente din poligonul inițial produc unghiuri congruente în dual și invers. De exemplu, dualul unui triunghi isoscel ascuțitunghic este un triunghi isoscel obtuzunghic.

## Dualitatea patrulaterelor
Ca un exemplu de dualitate laturi-unghiuri a poligoanelor, se compară proprietățile patrulaterului înscriptibil cu cele ale patrulaterului circumscriptibil.
| Patrulater înscriptibil                                                | Patrulater circumscriptibil                                          |
| ---------------------------------------------------------------------- | -------------------------------------------------------------------- |
| Cerc circumscris                                                       | Cerc înscris                                                         |
| Mediatoarele laturilor sunt concurente în centrul cercului circumscris | Bisectoarele unghiurilor sunt concurente în centrul cercului înscris |
| Sumele unghiurilor celor două perechi de unghiuri opuse sunt egale     | Sumele lungimilor celor două perechi de laturi opuse sunt egale      |

Această dualitate este și mai evidentă la compararea unui trapez isoscel cu un romboid.
| Trapez isoscel                                     | Romboid                                              |
| -------------------------------------------------- | ---------------------------------------------------- |
| Cerc circumscris                                   | Cerc înscris                                         |
| Două perechi de unghiuri adiacente egale           | Două perechi de laturi adiacente egale               |
| O pereche de laturi opuse egale                    | O pereche de unghiuri opuse egale                    |
| O axă de simetrie printr-o pereche de laturi opuse | O axă de simetrie printr-o pereche de unghiuri opuse |

## Tipuri de dualitate

### Rectificare
Cea mai simplă construcție calitativă a unui poligon dual este o operație de rectificare, în care laturile unui poligon sunt trunchiate până la vârfurile din centrul fiecărei laturi ale poligonului inițial. Între aceste noi vârfuri se formează noi laturi.
Această construcție nu este reversibilă. Adică, poligonul generat prin aplicarea de două ori a rectificării nu este, în general, asemenea cu poligonul original.

### Dualitate proiectivă
Deși în geometria proiectivă dualul⁠(d) unui punct este o dreaptă iar dualul unei drepte este un punct, dualul unui poligon este tot un poligon, cum este descris mai sus.

### Combinatorică
Combinatoric, un poligon se poate defini ca o mulțime de noduri și una de muchii și relația de incidență: două noduri adiacente determină o muchie și două muchii adiacente determină un nod. Poligonul dual se obține prin simpla comutare între noduri și muchii.